# Shaptej
Shaptej (albanska: Shaptej med böjningsformen Shapteji; serbiska: Шаптеј, Šaptej) är en ort i Kosovo. Den ligger i den västra delen av landet, 70 km väster om huvudstaden Priština. Shaptej ligger 491 meter över havet och antalet invånare är 650.
Terrängen runt Shaptej är huvudsakligen platt, men västerut är den kuperad. Runt Shaptej är det ganska tätbefolkat, med 222 invånare per kvadratkilometer. Närmaste större samhälle är Gjakova, 13,8 km söder om Shaptej. Omgivningarna runt Shaptej är en mosaik av jordbruksmark och naturlig växtlighet.